# J0959
J0959 (MAGAZ3NE J095924+022537) — скупчення галактик у ранньому всесвіті, яке  складається принаймні з 38 галактик. Воно знаходиться на відстані близько 11,8 млрд світлових років від Землі.